# Tippen-Tappen-Tönchen

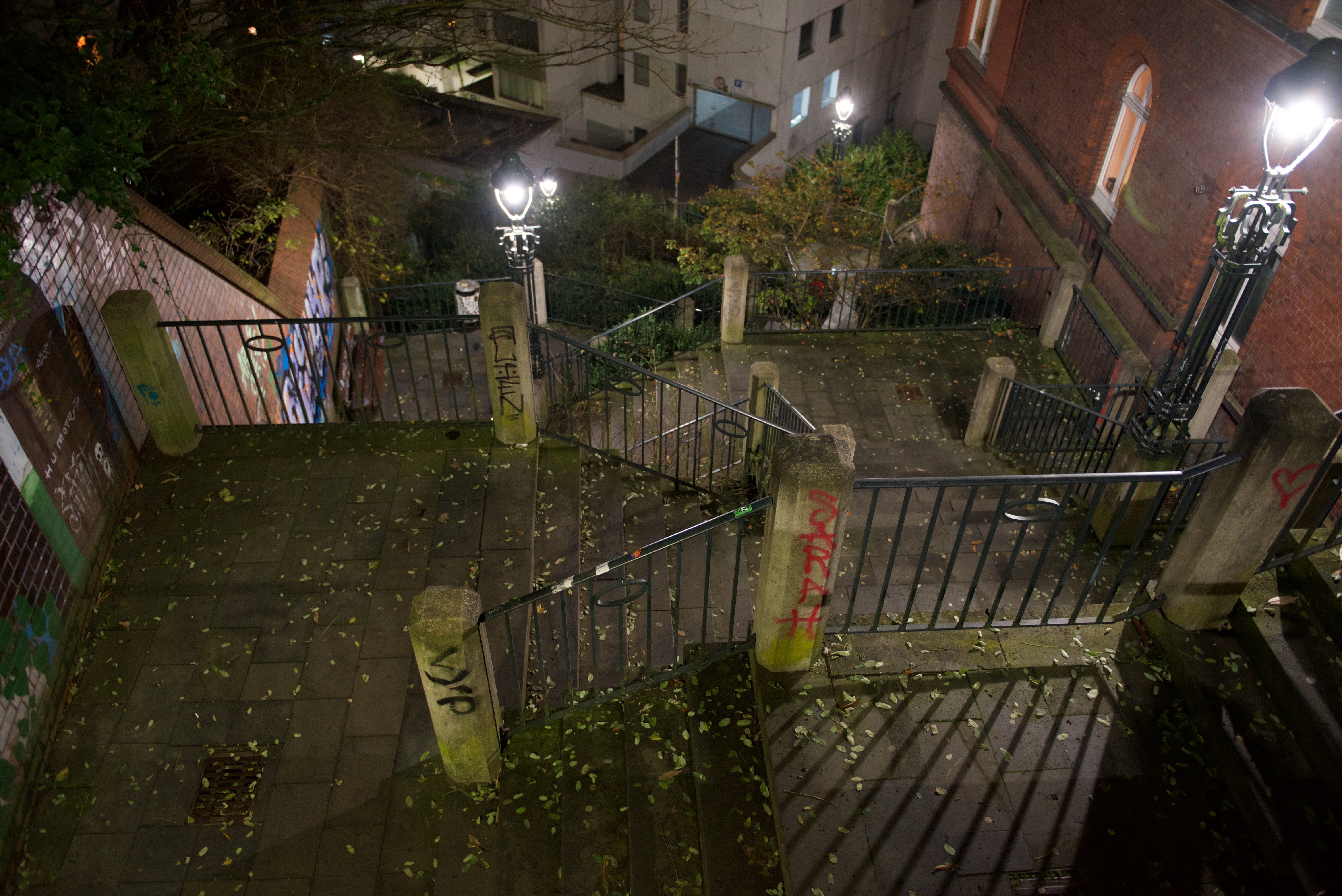
Tippen-Tappen-Tönchen (Blick nach unten)

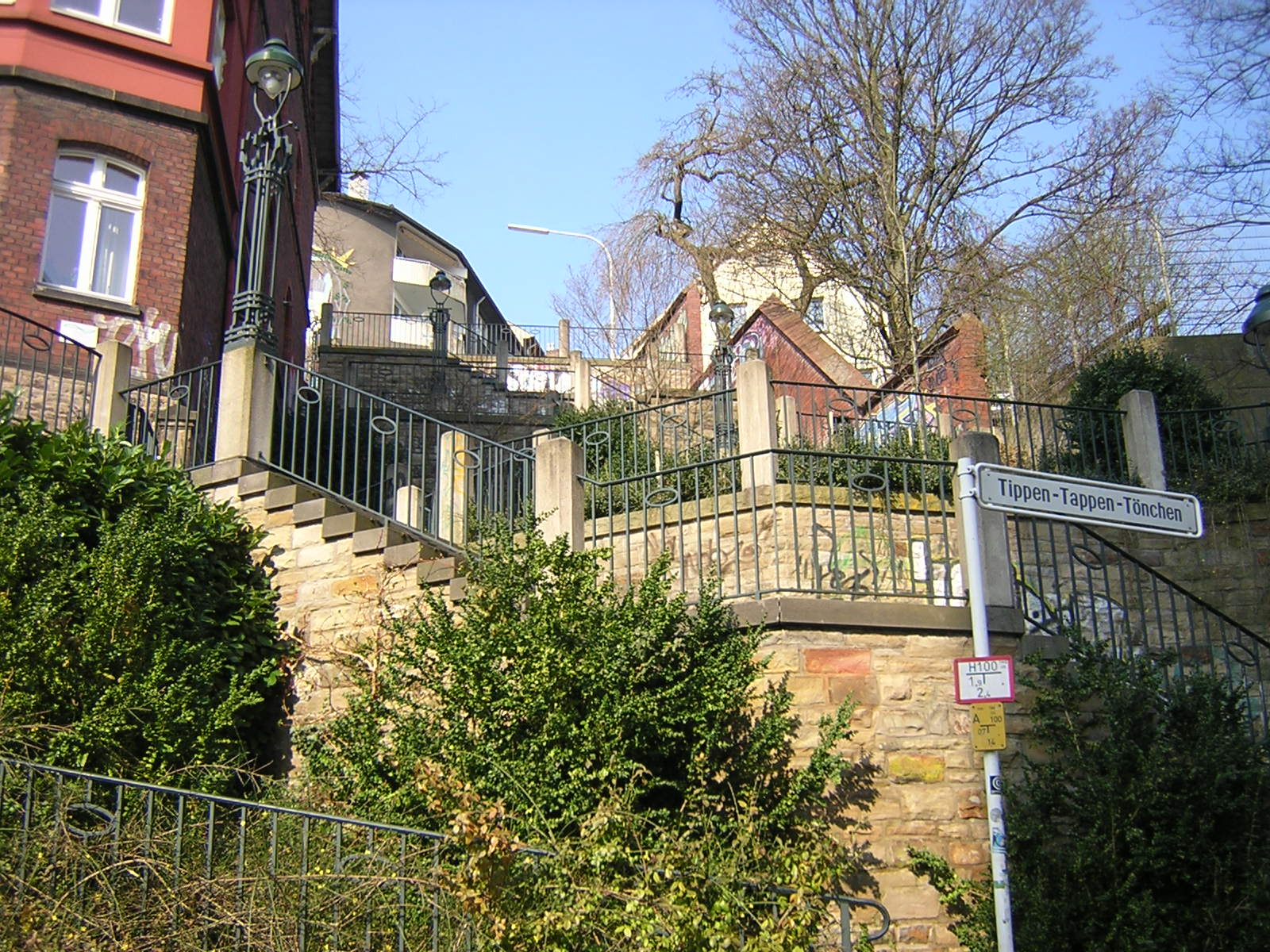
Tippen-Tappen-Tönchen (Blick nach oben)

Das Tippen-Tappen-Tönchen ist eine Freitreppe in Wuppertal-Elberfeld. Sie ist nicht die längste, wohl aber die bekannteste Treppe in der aufgrund der Hügel an Treppen reichen Stadt Wuppertal. Der Name ist lautmalerisch (onomatopoetisch) und beschreibt das Geräusch der früher getragenen Holzschuhe auf der verwinkelten Treppe.
Die in Winkeln und mit Absätzen verlaufende Treppenanlage hat 103 Stufen und führt aus dem Elberfelder Luisenviertel auf den Ölberg, den südlichen Teil der Nordstadt. Sie wurde im 19. Jahrhundert im Zuge der Bebauung des Arbeiterquartiers der Nordstadt erbaut und verbindet die Straße Am Kasinogarten im Tal mit der Gertrudenstraße in der Nordstadt, wobei sie einen Höhenunterschied von ca. 16 Metern überwindet.
Ein bekannter Karnevals-Schlager wurde dem Tippen-Tappen-Tönchen gewidmet:

„Eck kenn en Mädchen und dat heet Lehnchen,
dat wönnt en Wopperdahl am Tippen-Tappen-Tönchen,
do steht en ganz kleen Hus,
do kiekt dat Mädchen ruut;
wer kennt nit dat Lehnchen vam Tippen-Tappen-Tönchen.“

Die Treppe ist Handlungsort und in abgewandelter Form Titelgeber der Kriminalkomödie King Ping – Tippen Tappen Tödchen.